# Theodor Schober (Basketballtrainer)
Theodor „Torry“ Schober (* 13. Juni 1928; † 1. September 2023) war ein deutscher Basketballtrainer und -spieler. Er war in den Jahren 1971 und 1972 Bundestrainer der deutschen Nationalmannschaft.

## Laufbahn
Der aus Mährisch Ostrau stammende Schober spielte als Jugendlicher Tennis, Handball und Fußball, des Weiteren betrieb er Leichtathletik-Zehnkampf ehe er zum Basketball wechselte. Schober kam als Heimatvertriebener nach Heidelberg. Dort spielte er zunächst wieder Handball, wurde beim Turnerbund Heidelberg zum Basketballsport gebracht und spielte in der Heidelberger Mannschaft unter Trainer Anton Kartak. Mit dem Verein wurde Schober 1948, 1951, 1952 und 1953 deutscher Basketballmeister. Zeitweilig arbeitete er in Heidelberg als Schuhputzer, später war er als Kellner tätig und nahm ein Lehramtsstudium auf. Er nahm mit der deutschen Basketballnationalmannschaft an den Europameisterschaften 1951 (erste EM-Teilnahme einer deutschen Auswahl), 1953 (einzige Teilnahme mit einer aus BRD- und DDR-Spielern gebildeten Mannschaft) und 1955 teil. Für seine sportlichen Leistungen erhielt er am 15. April 1951 das Silberne Lorbeerblatt.
Nach seiner Spielerlaufbahn war Schober ab 1963 Trainer des USC Heidelberg und arbeitete in Heidelberg in der Universitätsmedizin, ehe er 1965 nach Mainz zog. Dort trat er eine Dozentenstelle am Institut für Leibesübungen der Universität Mainz an, unterrichtete die Sportarten Basketball, Volleyball sowie Tennis und wurde Basketballtrainer des USC Mainz. Die Mannschaft um Dietrich Keller führte er 1968 zum Aufstieg in die Basketball-Bundesliga. 1971 stand er mit Mainz im deutschen Pokalendspiel, unterlag dort aber Leverkusen. 1971 wurde er Bundestrainer und war bis 1972 im Amt, betreute die deutsche Nationalmannschaft also unter anderem bei den Olympischen Sommerspielen von München.
Von 1980 bis 1982 trainierte Schober den BSC Saturn Köln, mit dem er Deutscher Meister (1981, 1982) und Pokalsieger (1981) wurde sowie im Europapokal antrat. Hauptberuflich war er weiterhin Hochschullehrer in Mainz und pendelte zwischen Mainz und Köln. Im Gespann mit Terence Schofield war er zusätzlich abermals Trainer der deutschen Herrennationalmannschaft, führte diese unter anderem durch Siege über Vizeeuropameister Israel und Italien (Zweiter der Olympischen Spiele 1980) zur Teilnahme an der Europameisterschaft 1981. Beim Allgemeinen Deutschen Hochschulsportverband war Schober von 1978 bis 1991 Disziplinchef Basketball und unter anderem Delegationsleiter der deutschen Studentennationalmannschaft bei der Sommeruniversiade 1989 in Duisburg, bei der die BRD den dritten Platz errang.
Schober war ebenfalls als Basketball-Schiedsrichter tätig und leitete ab 1962 auch Partien für den Weltverband FIBA, unter anderem bei den Olympischen Sommerspielen 1968 in Mexiko-Stadt. Er war bei 149 Länderspielen als Schiedsrichter im Einsatz. 1979 wurde er zum „FIBA-Ehrenschiedsrichter auf Lebenszeit“ ernannt. Später war er zudem Technischer Kommissar im Auftrag der FIBA. Schober verstarb Anfang September 2023 im Alter von 95 Jahren.